# José Víctor Jiménez
José Víctor Jiménez Falcón (Villahermosa de San Juan Bautista, Tabasco, Nueva España, Imperio Español, 6 de marzo de 1803 - San Juan Bautista, Tabasco, México, 24 de diciembre de 1885) Fue un político tabasqueño que nació en la ciudad de Villahermosa de San Juan Bautista, capital del estado mexicano de Tabasco, el 6 de marzo de 1803. Es considerado uno de los precursores de la Independencia en Tabasco. Fue cuatro veces gobernador del estado. En 1841 siendo gobernador, el Congreso del estado, declaró a Tabasco separado de México y le otorgó facultades de Presidente. En 1856 ante el Congreso Constituyente de la Nación, solicitó que le fueran devueltos a Tabasco, los territorios que le habían sido arrebatados por los estados vecinos. Fue declarado "Tabasqueño ilustre".

## Primeros años
Hijo del independentísta tabasqueño José María Jiménez Garrido y la sañora Antonia Falcón, vivió en un rancho propiedad de su padre. A los seis años ingresó a la escuela, de donde salió a tomar a su cargo los libros parroquiales del sacerdote Don Juan Rámos. Su padre, quien fuera un ferboróso luchador por la independencia en Tabasco, le inculcó desde pequeño los ideales anticolonialistas, y con él, fue hecho prisionero en 1821 por el gobernador colonial Ángel del Toro, quien los remitió a ambos a la penitenciaría de San Juan de Ulúa en Veracruz, sin embargo, la guarnición del puerto de Frontera que lo custodiaba, propició su fuga.
Sus primeros cargos en la administración pública fueron en 1833 cuando fue nombrado Administrador de rentas. Posteriormente, en 1835 se desempeñó como Administrador de la aduana terrestre de Tabasco, y en 1840 fue nombrado miembro de la "Junta de Notables".

## Precursor de la Independencia en Tabasco
José Víctor Jiménez es considerado uno de los precursores de la Independencia en Tabasco, ya que junto con su padre José María Jiménez Garrido y un reducido grupo de seguidores, se levantaron en armas en contra del gobierno colonial primero en 1814 y pese a ser derrotados, volverían a levantarse en armas el 5 de julio de 1821, tomando la Plaza Mayor de Villahermosa leyendo la proclama independentista, siendo aprehendidos por el ejército realista y enviados a San Juan de Ulúa.

## Gobernador de Tabasco

### Primer período
Después de la renuncia del gobernador liberal Agustín Ruíz de la Peña, 14 de diciembre de 1840, asumió la gubernatura del estado el conservador Pedro Requena Estrada, lo que desató un conflicto con el general federalista y comandante general de Tabasco Juan Pablo Anaya, quien derrocó al gobernador Requena, y al no querer encargarse del gobierno el Segundo Consejero José Antonio Ibarra, fue nombrado gobernador provisional del estado el tercer Consejero José Víctor Jiménez, el 4 de enero de 1841. asumiendo la gubernatura en forma interina.
Molesto por el triunfo liberal en Tabasco, el presidente de la República Anastasio Bustamante, decretó diversas sanciones para el estado, entre ellas, el cierre del puerto de San Juan Bautista al comercio, lo que afectaba directamente al gobierno liberal tabasqueño.

### Segundo período
Instalado el Congreso Constitucional de Tabasco el 1 de febrero declaró a José Víctor Jiménez Gobernador Consttucional y como Vicagobernador Justo Santa Anna en virtud de haber triunfado en las elecciones realzadas ese mismo día.

### Separación de Tabasco de México
En protesta por el centralismo imperante en el país y debido a las sanciones impuestas al estado por el presidente Anastasio Bustamante el Congreso del estado declaró a Tabasco separado de la nación mexicana a partir del 13 de febrero de 1841, otorgándole el Congreso, las facultades de Presidente al gobernador José Víctor Jiménez.
El 17 de febrero, José Víctor Jiménez, inaugura en la capital del estado, el nuevo Hospital Militar.
En el mes de marzo, José Víctor Jiménez, con las facultades de Presidente, decretó que: "se permitiría a todos los buques extranjeros, que tuvieran tratados de amistad, a llevar productos de cualquier puerto mexicano al puerto de Tabasco, pagando los derechos como si vinieran de puertos extranjeros".

### Yucatán invita a Tabasco a formar una República
En marzo de 1841, llega a Tabasco Justo Sierra O'Reilly, quien venía a nombre del gobierno de Yucatán, para invitar a Tabasco a formar una república independiente, sin embargo, el Congreso tabasqueño, después de deliberar, no aceptó la propuesta, acordando los dos estados, que fuera cual fuera su situación, desde Tabasco no se atacaría a la República de Yucatán.
El general Juan Pablo Anaya, que había fracasado en su ambición de conquista en Chiapas, se dedicó a fustigar al gobernador Jiménez, quien además fue implicado en un movimiento en contra de Francisco de Sentmanat, por lo que este último también entró en conflicto con el gobernador. Finalmente Jiménez renunció al cargo de gobernador en el mes de marzo de 1841. Ocupando la gubernatura en forma interina, el Vicegobernador Justo Santa Anna.

### Tercer período como gobernador

#### Separación de Tabasco de México
En marzo de 1845 José Víctor Jiménez, fue nuevamente gobernador del estado. Sin embargo, a mediados de 1845, estalló en México un movimiento encabezado por el coronel Joaquín Rangel quien intentaba restaurar el federalismo en el país. En Tabasco, este movimiento fue ganando adeptos al grado que el entonces comandante militar de Tabasco Ignacio Martínez de Pinillos al frente de la guarnición militar, y junto con el Ayuntamiento de San Juan Bautista, el 14 de junio de 1845 se alzaron proclamando el restablecimiento de la Constitución federalista de 1824 y la reposición del Gobernador y Vicegobernador que funcionaban en 1834, desconociendo al goberndor Jiménez. Martínez de Pinillos además, desconocía al Presidente centralista José Joaquín de Herrera, por lo que decretó la separación de Tabasco de México.

#### Dos gobernadores al mismo tiempo
A los cuatro días del pronunciamiento, el Ayuntamiento de San Juan Bautista expreso que en vista de que ni el Gobernador ni el Vicegobernador que habían funcionado en 1834 accedían a encargarse del gobierno, mientras se arreglaban las cosas, estaría interinamente en el desempeño del Poder Ejecutivo Juan de Dios Salazar, existiendo en ese período dos gobernadores, Salazar en la capital del estado San Juan Bautista, y José Víctor Jiménez en Teapa, la que sería nombrada por Jiménez capital federalista de Tabasco en junio de 1845.

### Cuarto período como gobernador
José Víctor Jiménez, desde su finca "La Concepción" en Jalapa, promovió un movimiento para recuperar la gubernatura, solcitando apoyo del presidente Herrera, quien le dio su apoyo considerando que era el legítimo gobernador de Tabasco, poniendo a su disposición las tropas chiapanecas. Jiménez exhortó al pueblo tabasqueño a lograr la unión y la paz, mientras que el gobierno central intentó llegar a un acuerdo con los disidentes de Tabasco.
Así el 24 de junio llegó a Tabasco una comisión que determinó que Jiménez era el legítimo gobernador del estado. De esta manera Jiménez recuparaba la gubernatura el 20 de agosto de 1845, aunque Juan de Dios Salazar siguió ostentándose como gobernador del estado hasta el 9 de septiembre de ese año, en que decidió entregar la gubernatura a Jiménez.
José Víctor Jiménez entró a la capital del estado recuperando el gobierno, sin embargo a los pocos días tuvo que afrontar una nueva rebelión ahora comandada por Miguel Bruno. Auxiliado José Víctor Jiménez por fuerzas del ejército nacional procedentes de Chiapas, logró por completo el triunfo sobre Bruno, el 25 de septiembre del mismo año de 1845 en la llamada Guerra de los Coletos
El 11 de enero de 1846, la guarnición militar de San Juan Bautista se pronunció por el Plan de San Luis proclamado por el General Mariano Paredes, por lo que Jiménez fue invitado a suscribir aquel plan.
En junio de 1846 llegaba a Tabasco con el cargo de Comandante Militar Juan Bautista Traconis quien estableció en la capital el "Batallón de Acayucan" y se alió al movimiento de Guadalajara, invitando al gobernador Jiménez a sesecundarlo. Ante la negativa de Jiménez, en agosto de ese año, el Ayuntamiento y la Guarnición Militar de San Juan Bautista, respondieron en favor de Traconis, quitándole la gubernatura a José Víctor Jiménez.

### Quinto período como gobernador
En octubre de 1855, el Consejo de Gobierno, designó a José Víctor Jiménez como gobernador del estado, sin embargo, Justo Santa Anna desconoció el nombramiento, logrando que el presidente del consejo le otorgara a él, el cargo de gobernador. Ante esto, Benito Haro se hizo cargo del gobierno y de la comandancia militar del estado el 31 de octubre de ese año, negando la legitimidad a Justo Santa Anna.
Los seguidores de Justo Santa Anna, realizaron un levantamiento armado en Cárdenas y Macuspana. Haro controló con éxito el motín, sin embargo fue acusado de crueldad y tuvo que retirarse de su puesto para acudir a la Ciudad de México. José Víctor Jiménez, en su calidad de presidente del Consejo de Gobierno, se hizo cargo de la gubernatura de mayo a octubre de 1856. Su gestión estuvo encaminada a ordenar la administración a fin de estabilizar las finanzas estatales.
Interés en particular le dio a la educación. En la capital del estado fundó un Liceo. Jiménez, preocupado por la escasez de fondos en la administración del presidente Comonfort, decidió hacerle algunas sugerencias, las cuales fueron mal recibidas por el presidente, quien no admitía ninguna ingenrencia regional en su gobierno, lo que fue aprovechado por el comandante general de la plaza teniente Francisco Velázquez, para remover a José Víctor Jiménez y ocupar el puesto de gobernador interino.

### Problema de límites de Tabasco
El problema de la delimitación de fronteras entre Tabasco y los estados de Yucatán, Veracruz y Chiapas representó para Tabasco una constante histórica. Esta lucha fue abordada por José Víctor Jiménez en su "Exposición" realizada en el Congreso Constituyente el 4 de junio de 1856, en donde pedía que se le retribuyeran al estado sus antiguos límites que habían sido arrebatados por las entidades vecinas. Jiménez denunciaba que cuando Chiapas se agregó a México, sus linderos no penetraban a lo que hoy es Palenque. Tabasco declaraba que los chiapanecos pretendían atribuirse la región sur ocupada por los bulujíes.

..."En 1743, Tabasco estaba en poseción de la sierra de Las Bulujíes, pero al haberse desatado una rebelión de los indios zendales, muchos chiapanecos que habían ya cruzado la línea divisoria establecido ya en Tabasco sus cabañas, habiendo aumentado la población al seguir llegando más chiapanecos estableciendo rancherías y han venido extendiéndose hasta las márgenes del río Tulijá. Desde entonces data el esfuerzo de Chiapas por apropiarse esos terrenos..."

También Jiménez pedía la devulución del cantón de Huimanguillo, el cual había sido arrebatado a Tabasco, para crear el departamento de Tehuantepec y posteriormente había sido anexado a Veracruz.

..."El Distrito de Huimanguillo pertenecía a Tabasco todavía en 1812(...) debido a la redistribución territorial de México, el Distrito en cuestión, fue quitado a Tabasco, para ser anexado al Territorio de Tehuantepec, sin embargo, su capital dista de esta población casi 6 días de camino, mientras que de la Capital de Tabasco apenas dista diez y ocho leguas, además de tener un gran intercambio de comercio, tradiciones y familias con la Provincia de Tabasco, por lo que sus habitantes desean ser reintegrados al estado..."

Por la parte oriental, Jiménez pedía que "se le reintegraran a Tabasco, los territorios que le habían sido arrebatados para formar el departamento de Isla del Carmen, y que ahora estaban en poder de Yucatán".

..."En cuanto al territorio Del Carmen, hay razones fundadas para pedir que este sea devuelto a Tabasco, ya que el territorio del estado se extendía hasta la punta de Xicalango y toda la margen de la laguna de Términos y el río de la Conquista (río Cadelaria).(...) No obstante que las geografías antiguas denominan a la hoy Isla del Carmen "Isla de Tabasco" como parte integrante de la provincia del mismo nombre. En el año de 1786 las milicias de Tabasco al mando de Don Juan de Amestoy desalojaron a los piratas de la Isla del Carmen y quedaron dueños del terreno. En 1817 Don Marcos Riveyro, al realizar un censo de indios de la provincia de Tabasco, comenzando por Jonuta, pasando por Palizada y llegando hasta Sabancuy, por lo que se puede comprender la extensión de nuestra provincia..."

El Gobernador de Tabasco José Víctor Jiménez concluye su discurso:

..."He terminado ya la relación de noticias que sirven de apoyo al reclamo del Estado de mi mando, y la petición que respetuosamente hago a Vuestra Soberanía(...)Nada injusto y exagerado pido, nada que no haya pertenecido a mi estado reclamo(...)Yo confío en que mi voz, por la que habla un pueblo entero, tendrá eco en la Alta Cámara en donde se discute para bien de la República. El pueblo tabasqueño espera desde hoy tranquilo la decisión suprema del Soberano Congreso..."

Después de escuchar la exposición del gobernador Jiménez, el Congreso Constituyente acordó devolver a Tabasco el cantón de Huimanguillo y los distritos de Jonuta y Balancán, sin embargo, la región norte de Chiapas e Isla del Carmen, no fueron reestituídas y Tabasco perdió para siempre esos territorios que antaño le pertenecieron.

## Otros cargos
En 1842 fue elegido Diputado por Tabasco ante el Congreso de la Nación y en 1843 ocupó el cargo de Administrador de la Aduana Marítima de San Juan Bautista, y posteriormente fue designado miembro de la junta departamental de San Juan Bautista.
En el año de 1880 durante el gobierno de Simón Sarlat Nova se le concedió una pensión vitalicia de seiscientos pesos anuales.

## Fallecimiento
José Víctor Jiménez, falleció en San Juan Bautista, capital del estado, la noche del 24 de diciembre de 1885.
Su nombre está escrito en el "Muro de Honor del Estado de Tabasco" ubicado en la ciudad de Villahermosa, y varias calles de ciudades tabasqueñas llevan su nombre.